# Микконен, Суви
Су́ви Ми́кконен (фин. Suvi Mikkonen; род. 11 июля 1988, Драгсфьярд, Турку-Пори) — финская тхэквондистка, бронзовая призёрка Чемпионата Европы по тхэквондо в Баку (2014); член сборной Финляндии на летних Олимпийских играх 2016 года.

## Биография
Родилась 11 июля 1988 года в Финляндии.
Начала заниматься тхэквондо с четырёхлетнего возраста в клубе, открытом Чаком Норрисом во Флориде, куда она переехала вместе со своими родителями. В подростковом возрасте переехала в Мадрид, где окончила Мадридский университет и в настоящее время тренируется со своим партнёром и тренером Йесусом Рамалом (исп. Jesus Ramal).